# Ferrières-Poussarou
Ferrières-Poussarou é uma comuna francesa na região administrativa de Occitânia, no departamento de Hérault. Estende-se por uma área de 26,01 km². Em 2010 a comuna tinha 62 habitantes (densidade: 2,4 hab./km²).